# 阿列克谢·斯韦什尼科夫
阿列克谢·格奥尔基耶维奇·斯韦什尼科夫（俄语：Алексей Георгиевич Свешников，1924年11月19日—2022年7月4日），苏联及俄罗斯数学物理学家，莫斯科国立大学物理系荣誉教授。

## 生平
1924年生于萨拉托夫。1941年毕业于莫斯科的一所中学，同年参加苏德战争。1950年毕业于莫斯科国立大学物理系，同年加入联共（布），后留校工作。1953年获数学物理学副博士学位。1963年获数学物理学全博士学位。论文导师为安德烈·吉洪诺夫教授。1966年晋升教授。1971年至1993年，担任莫斯科国立大学物理系数学学科主任。1974年应邀在国际数学家大会发表演讲。1991年当选俄罗斯自然科学院院士。1994年退休，获得名誉教授称号。2022年7月4日逝世。

## 荣誉
- 一级卫国战争勋章
- 劳动红旗勋章（1984年）
- 红星勋章（1945年）
- 荣誉勋章（1976年）
- 苏联国家奖（1976年）

## 家庭
- 父亲：格奥尔基·尼古拉耶维奇·斯韦什尼科夫（1889年10月15日－1970年1月26日），数学力学家，曾任萨拉托夫大学力学系主任（1920年－1930年），莫斯科航空学院理论力学系主任（1930年起）[2]。
- 母亲：贝拉·康斯坦丁诺夫娜·斯韦什尼科娃（娘家姓：斯尼特科）（1892年8月16日－1970年3月3日），1915年结婚，曾任中学教师。